# Герб Гвинеи
Герб Гвинеи — символ государственной власти. Герб был принят в 1984 году после смерти президента Ахмеда Секу Туре и последовавшего за ней военного переворота. Ранее существовавший герб был принят в 1958 году, на нём был изображён слон, бывший одновременно символом правящей Демократической партии Гвинеи.

## Символика
В центре герба расположен щит с двумя из трёх цветов национального флага: красный и зелёный. Нижняя часть щита окрашенная полностью в соответствии с окраской национального флага: красный, жёлтый и зелёный. Красный цвет символизирует кровь, пролитую в борьбе за свободу, жёлтый — цвет гвинейского золота и солнца, зелёный — африканскую природу. Кроме того на гербе изображён голубь с веткой над скрещенными мечом и винтовкой. В 1997 году утверждена новая версия герба — без меча и винтовки. На ленте внизу герба написан девиз: «Труд, Правосудие, Солидарность» (фр. Travail, Justice, Solidarité). Каждый цвет на гербе соответствует одному из слов девиза: красный — «Труд», жёлтый — «Справедливость», зелёный — «Солидарность».

## История герба
|  | Герб Гвинеи в 1958—1984 |
|  | Герб Гвинеи в 1984—1992 |